# Franz Josef Popp
Franz Josef Popp (n. 14 ianuarie 1886, Viena, Austro-Ungaria – d. 29 iulie 1954, Stuttgart, Germania) a fost unul dintre oamenii responsabili de fondarea BMW AG și primul director general al companiei din 1922 până în 1942. Un număr de candidați diferiți au fost prezentați ca „fondatori” ai BMW AG. În absența lui Karl Rapp, Gustav Otto, Max Friz sau Camillo Castiglioni compania probabil nu s-ar fi născut. 
Franz Josef Popp a fost personalitatea principală căreia i se datorează dezvoltarea companiei. El a fost director general al companiei de la fondare până când a fost forțat să renunțe la poziția sa, în 1942.